# Carretera Cairo-Dakar
La Carretera Cairo-Dakar es el tramo 1 de la Carretera Transafricana, conjunto de proyectos carreteros transcontinentales en África que están siendo desarrollados por Comisión Económica de las Naciones Unidas para África (UNECA), el Banco Africano de Desarrollo, y la Unión Africana. La principal parte de la carretera entre Trípoli y Nuakchot ha sido construida bajo un proyecto de la Unión del ''''''Magreb Árabe.
La Carretera Cairo-Dakar tiene una longitud de 8.636 km y es trazada a lo largo del litoral mediterráneo del África del Norte, continuando por la costa del Atlántico del noroeste de África. Está sustancialmente completa desde 2008 - 2009. Se une a la Carretera Dakar-Lagos, que va desde  Senegal hasta  Nigeria para formar una ruta norte-sur entre Rabat,   Marruecos y Monrovia ,  Liberia  atravesando el Sahara y rodeando la extremidad occidental del continente,  siguiendo las costas del Océano Atlántico y del Golfo de Benín.